# Zwitserland op de Olympische Zomerspelen 1960
Zwitserland nam deel aan de Olympische Zomerspelen 1960 in Rome, Italië. Er werden zes medailles gewonnen. Ten opzichte van het ene brons van vier jaar eerder, was dit getalsmatig een flinke vooruitgang.

## Medailles

### 2Zilver
- Gustav Fischer — Paardensport, dressuur individueel
- Anton Bühler, Rudolf Günthardt en Hans Schwarzenbach — Paardensport, eventing
- Hans-Rudolf Spillmann — Schieten, mannen militair geweer, drie posities

### 3Brons
- Anton Bühler — Paardensport, eventing
- Ernst Hürlimann en Rolf Larcher — Roeien, mannen dubbel-twee
- Henri Copponex, Pierre Girard en Manfred Metzger — Zeilen, mannen 5½ meter klasse

Afghanistan · Argentinië · Australië · Bahama's · België · Bermuda · Birma · Brazilië · Brits-Guiana · Bulgarije · Canada · Ceylon · Chili · Colombia · Cuba · Denemarken · Duits eenheidsteam · Ethiopië · Fiji · Filipijnen · Finland · Frankrijk · Ghana · Griekenland · Groot-Brittannië · Haïti · Hongarije · Hongkong · Ierland · IJsland · India · Indonesië · Irak · Iran · Israël · Italië · Japan · Joegoslavië · Kenia · Libanon · Liberia · Liechtenstein · Luxemburg · Malakka · Malta · Marokko · Mexico · Monaco · Nederland · Nederlandse Antillen · Nieuw-Zeeland · Nigeria · Noorwegen · Oeganda · Oostenrijk · Pakistan · Panama · Peru · Polen · Portugal · Puerto Rico · Roemenië · San Marino · Singapore · Soedan · Sovjet-Unie · Spanje · Suriname · Taiwan · Thailand · Tsjecho-Slowakije · Tunesië · Turkije · Uruguay · Venezuela · Verenigde Arabische Republiek · Verenigde Staten · Vietnam · West-Indische Federatie · Zuid-Afrika · Zuid-Korea · Zuid-Rhodesië · Zweden · Zwitserland